# Синдинг, Отто Людвиг

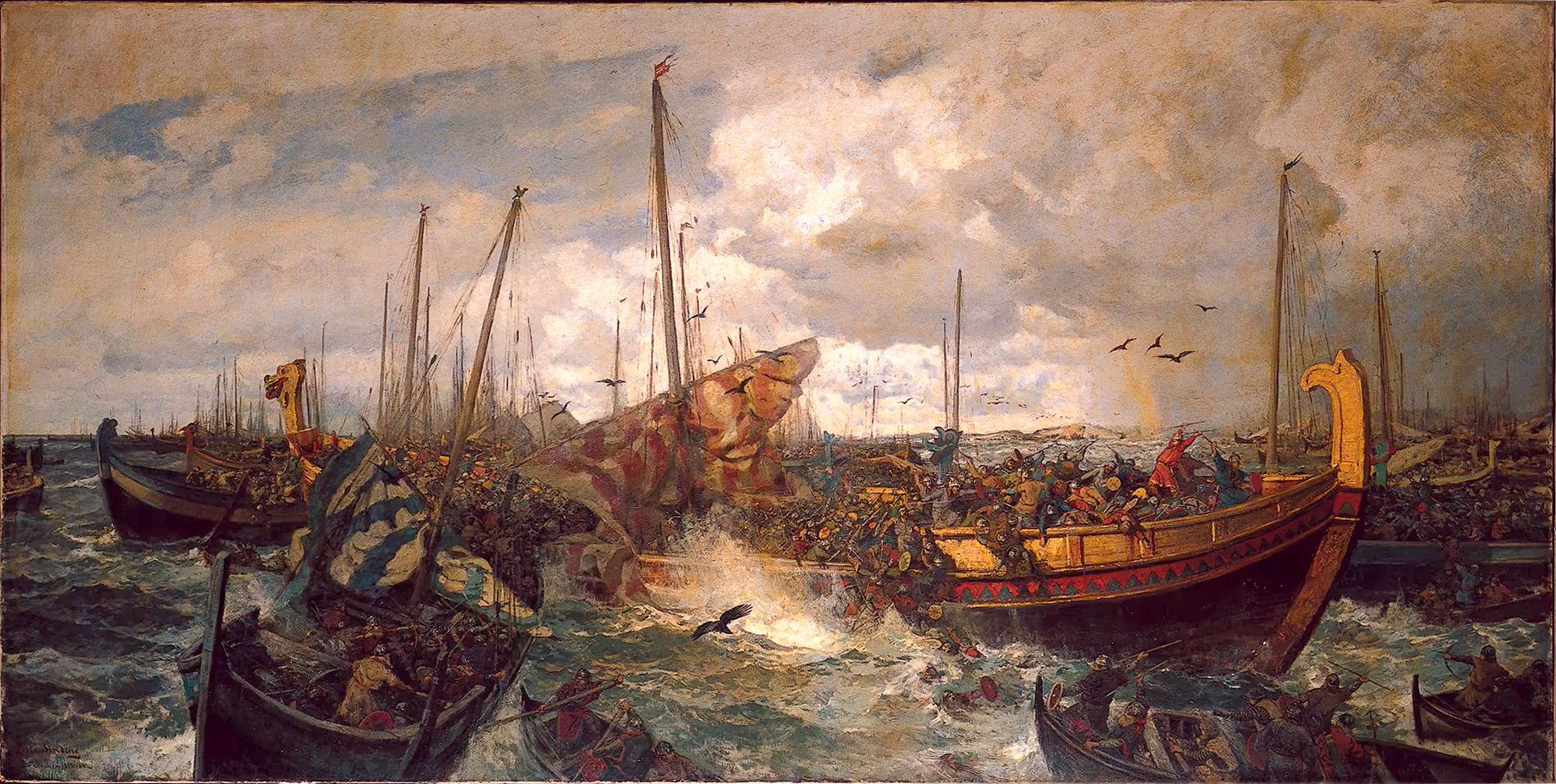
«Битва при Свольдере»

Отто Людвиг Синдинг (норв. Otto Ludvig Sinding; 16 декабря 1842, Конгсберг — 23 ноября 1909, Мюнхен) — норвежский художник. Брат композитора Кристиана Синдинга и скульптора Стефана Синдинга.

## Биография
Отто Синдинг родился в Конгсберге, был сыном Маттиаса Вильгельма Синдинга (1811—1860) и Сесили Мари Мейделл (1817—86), был старшим братом скульптора Стефана Синдинга и композитора Кристиана Синдинга. Также он был племянником Николая Мейделла (1822—1899) и Торвальда Мейделла (1824—1908).
Учился в художественной школе в Христиании, затем с 1867 году в Германии, сперва в Карлсруэ под руководством Ханса Гуде, а затем в Мюнхене у Карла Пилоти. Работал с Бетси Акерслоот-Берг, которая последовала за ним в Мюнхен. В апреле 1874 года в Карлсруэ Отто Синдинг женился на Анне Кристин Нильсен (1855—1914), приемной дочери Ганса Гуда и Бетси Анкер. Их сын Сигмунд Синдинг стал заметным художником. 
В 1876 году вернулся в Норвегию, работал над алтарной росписью Собора Святого Павла в Христиании. На протяжении 1880—90-х годов неоднократно ездил на Лофотенские острова, написав в результате большое количество пейзажных и жанровых работ; выставка 1888 года в Берлинской Академии художеств сделала эти работы популярными в Европе.
Ближе к концу жизни занимался исторической живописью, написал, в частности, панораму лейпцигской Битвы народов. С 1903 года — профессор Мюнхенской академии художеств.